# Gone (canção de Kelly Clarkson)
"Gone" é uma canção da cantora norte-americana Kelly Clarkson, gravada para o seu segundo álbum de estúdio Breakaway. Foi escrita e produzida por John Shanks, com auxílio de Kara DioGuardi no processo de composição da letra. A sua gravação decorreu em 2004 nos Henson Recording Studios, em Hollywood, na Califórnia. Embora não tenha recebido lançamento como single, devido às vendas após o lançamento do disco, conseguiu entrar na tabela musical Billboard Pop Songs.
A canção deriva de origens estilísticas de pop rock, o seu arranjo musical é composto por bateria, guitarra, baixo e teclado, sendo definida por um andamento moderado e com um metrónomo de cento e trinta batidas por minuto. Liricamente, trata sobre o final de uma relação amorosa que foi acabada pela própria cantora. "Gone" recebeu críticas mistas, sendo apreciada pelo trabalho de produção e considerada uma obra mais calma em comparação com trabalhos do repertório de Christina Aguilera. A sua divulgação em várias interpretações ao vivo como parte do alinhamento das digressões mundiais Breakaway World Tour, que passou pelos continentes americano, asiático, europeu e oceânico, e a Stronger Tour.

## Antecedentes e divulgação

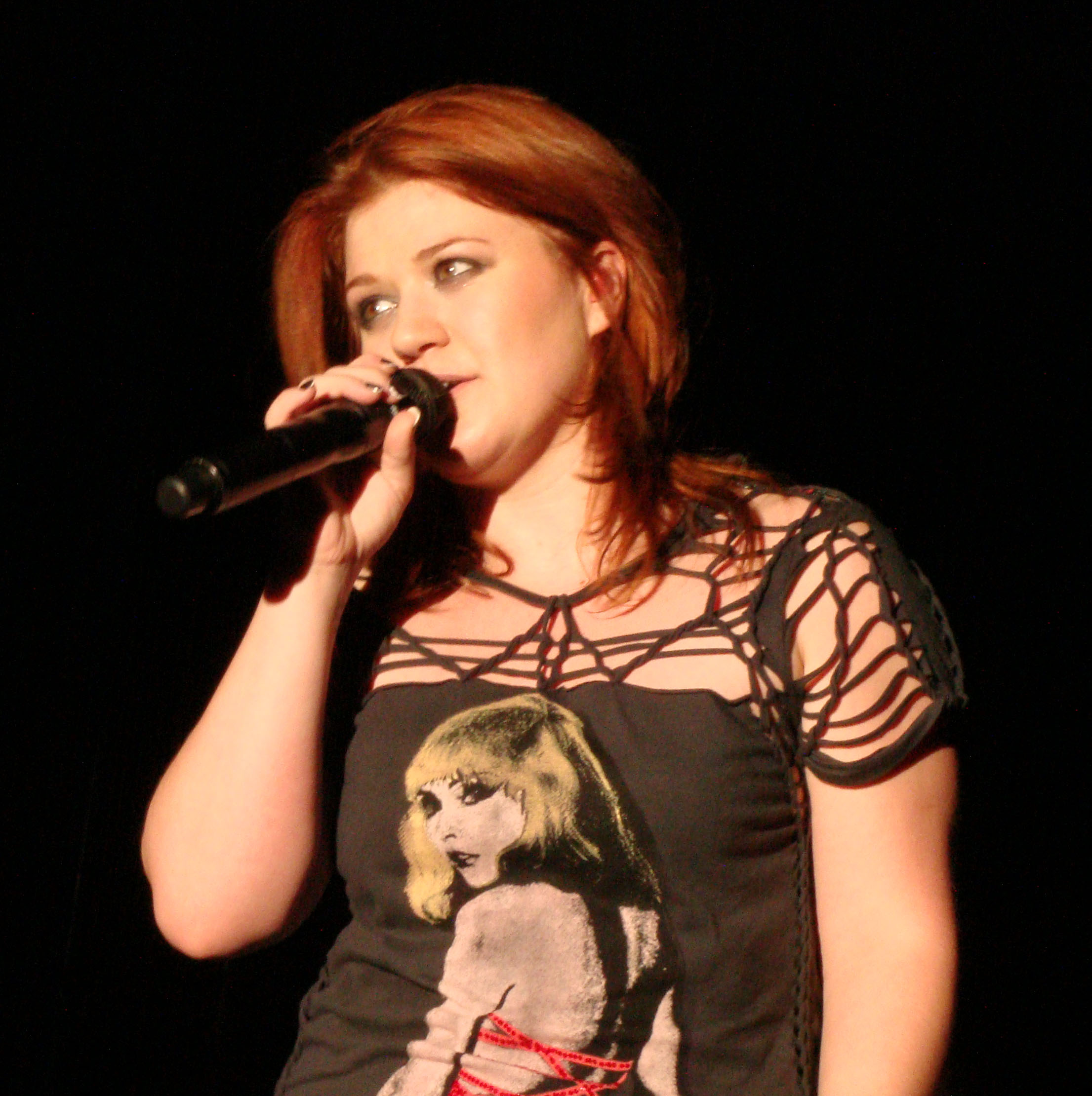
Clarkson interpretou a música durante durante as digressões mundiais Breakaway World Tour, Hazel Eyes Tour e Stronger Tour.

Depois do lançamento do seu primeiro disco de originais, Thankful, em abril de 2003, e de ter vendido mais de 4.5 milhões em todo o mundo, Kelly começou a trabalhar no seu sucessor. Em junho de 2004, Clarkson expressou a suas intenções em colaborar com a também participante do American Idol Fantasia Barrino, numa altura em que estavam ambas em estúdio a gravar os seus próprios registos. A artista escreveu algumas faixas com a assistência do ex-guitarrista da banda Evanescence, Ben Moody, e em entrevista ao canal MTV falou sobre a conceção musical das músicas do disco:
| “ | [O novo álbum] é como se fosse o meu primeiro CD no sentido em que é versátil, mas mais para o rock. É mais sobre as raízes sentimentais, e é um pouco mais profundo. | ” |

A artista continuou a falar sobre a nova direção musical do disco, afirmando que cresceu a ouvir Aerosmith e adora ouvir Jimi Hendrix: "Cresci com imensas influências rock na minha vida, mas também ouvi muito de Aretha [Franklin], muito soul, por isso não sei. Não me quero limitar, por isso vou fazer um pouco de tudo o que quero e colocá-lo no trabalho". Num comunicado à imprensa publicado pela RCA Records em novembro de 2004, a cantora prezou a escritora Kara DioGuardi pela sua colaboração na melodia por ser "uma das melhores compositoras que já conheceu", adjetivando a faixa de "mal-humorada": "Será uma grande canção para interpretar ao vivo", concluiu. Após a edição de Breakaway, Kelly já estava a realizar a promoção e "Gone", como parte da sua divulgação, esteve presente na digressão mundial Breakaway World Tour, que passou pelos continentes americano, asiático, europeu e oceânico. Em 2012, durante a Stronger Tour, Kelly voltou a cantar o tema em quarto lugar no alinhamento durante a fase da América do Norte que durou de janeiro a abril.

## Estilo musical e recepção da crítica
"Gone" é uma canção de tempo moderadamente acelerado que incorpora elementos de estilo pop rock, produzida por John Shanks. A sua gravação decorreu em 2004 nos Henson Recording Studios, em Hollywood, na Califórnia. A sua composição foi construída com acordes de guitarra e vocais fortes. Consiste ainda no uso de bateria, baixo por Shanks. Jeff Rothschild tratou de todo o processo de gravação, e em conjunto com Shanks, trabalharam na mistura da melodia. Shari Sutclihe foi contratado como empreiteiro e coordenador de todo o projeto. A letra foi escrita por Kara DioGuardi e Shanks. De acordo com a partitura publicada pela EMI Music Publishing, a música foi escrita em compasso simples, num andamento moderadamente acelerado com um metrónomo de 130 batidas por minuto. Composta na chave de ré menor com o alcance vocal que vai desde da nota baixa de lá, para a nota de alta de dó.
As críticas atribuídas foram positivas, sucedidas ao lançamento de Breakaway, em que grande parte dos avaliadores acabaram por prezar a produção da canção. Charles Merwin da revista Stylus considerou que o tema era um dos destaques do álbum, complementando "que soa como como uma versão mais mansa de Christina Aguilera, com uma guitarra latina em cima da outra numa obra pop extremamente gratificante. Adam R. Holz e Bob Smithouser do sítio de música Plugged In chegaram à conclusão e concordaram que no geral "mais do que uma meia dúzia de canções habitam sobre a precipitação emocional e recriminações furiosas de um fracassado romance". Os editores acrescentaram que "Gone" e "Because of You" "deixam a cantora com problemas de confiança", havendo "agonia e ódio".

## Desempenho nas tabelas musicais
A faixa conseguiu entrar na tabela musical Pop 100, atingindo a 77.ª posição nos Estados Unidos na semana de 18 de março de 2006.

### Posições
| Tabela musical (2006)      | Melhor posição |
| -------------------------- | -------------- |
| Estados Unidos (Pop Songs) | 77             |

## Versão de RBD
"Me Voy" é uma canção gravada pelo grupo pop mexicano RBD. Composta originalmente em inglês por Kara DioGuardi e John Shanks, a versão em espanhol foi escrita por Mauri Stern para o segundo álbum de estúdio do grupo mexicano, intitulado Nuestro Amor (2005). Em 2006, o grupo gravou a edição original para incluí-la na versão japonesa de seu primeiro álbum em língua inglesa, o Rebels.

### Faixas e formatos
Download digital – versão em espanhol
1. "Me Voy" – 3:25

Download digital – versão em inglês
1. "Gone" – 3:15

### Créditos e pessoal
- Alfonso Herrera – vocal[a]
- Anahí – vocal
- Christian Chávez – vocal
- Christopher von Uckermann – vocal[a]
- Dulce María – vocal
- Maite Perroni – vocal
- Kara DioGuardi – compositora
- John Shanks – compositor
- Mauri Stern – compositor
- Max Di Carlo – produtor
- Carlos Lara – produtor

### Posições
| Tabela musical (2006) | Melhor posição |
| --------------------- | -------------- |
| Honduras              | 2              |

## Créditos
Todo o processo de elaboração da canção atribui os seguintes créditos pessoais:
- Kelly Clarkson – vocalista principal;
- Kara DioGuardi - composição;
- John Shanks - composição, produção, mistura, gravação, bateria, baixo;
- Jeff Rothschild - mistura, gravação, bateria;
- Mark Valentine, Lars Fox - engenharia adicional;
- John Hanes - engenheiro Pro-Tools;
  - Glenn Pittman - assistência;
- Paul Bushnell - baixo;
- Shari Sutclihe - empreiteiro, coordenação de produção.

## Notes
1. 1 2  Somente nas versões ao vivo